# Temporada 2023-2024 del Club Joventut Badalona
La temporada 2023-2024 va ser la 94a en la història del Club Joventut Badalona des de la seva fundació. La Penya va disputar la seva 68a temporada a la màxima categoria del bàsquet espanyol, és a dir totes des de la creació d'aquesta competició la temporada 1956-57, i participà a l'Eurocup per cinquena temporada consecutiva, després d'haver estat semifinalista a l'edició anterior.
El dia 11 de setembre el Joventut disputa a Lleida la primera semifinal de la Lliga catalana davant el BAXI Manresa, perdent de manera clara 65-80. L'endemà aconsegueix la tercera plaça en derrotar el Bàsquet Girona 95-101 en el partit pel tercer i quart lloc.
Després d'una primera volta força irregular, marcada per les lesions i per les baixes i incorporacions de jugadors, l'equip de Carles Duran no aconsegueix classificar-se per a disputar la Copa després de tres temporades disputant-la, i és eliminat als quarts de final de l'Eurocup en perdre davant el París Basket a la capital francesa.
Una mala dinàmica a la lliga que allunyava l'equip de manera gairebé irreversible dels playoffs va fer que en el mes d'abril es rescindís el contracte de Carles Duran, quan encara faltaven sis jornades, i es nomenés Dani Miret, fins aleshores ajudant de Duran, com a entrenador principal. L'equip va acabar 10è a la lliga amb un balanç negatiu de 16 victòries i 18 derrotes.

## Plantilla

### Primer equip
| Club Joventut Badalona: plantilla 2023-24 |                      |            |        |                                  |                            |
| #                                         | Jugador              | Posició    | Alçada | Club de procedència              | Temporades al primer equip |
| 0                                         | Shannon Evans        | Base       | 1,85   | Beijing Ducks                    | 1                          |
| 1                                         | Yannick Kraag        | Aler       | 2,02   | Joventut Badalona - Bàsquet Base | 2                          |
| 3                                         | Pep Busquets         | Escorta    | 1,97   | Joventut Badalona - Bàsquet Base | 5                          |
| 4                                         | Pau Ribas            | Escorta    | 1,94   | Barça                            | 4/4                        |
| 10                                        | Vladimir Brodziansky | Aler pivot | 2,10   | Partizan de Belgrad              | 2/2                        |
| 12                                        | Andrew Andrews       | Escorta    | 1,88   | Frutti Extra Bursaspor           | 1                          |
| 16                                        | Guillem Vives        | Base       | 1,92   | València Basket                  | 2/3                        |
| 21                                        | Miguel Malik Allen   | Aler       | 2,03   | Joventut Badalona - Bàsquet Base | 3                          |
| 24                                        | Andrés Feliz         | Base       | 1,83   | Club Bàsquet Prat                | 3                          |
| 25                                        | Tyler Cook           | Pivot      | 2,03   | South East Melbourne Phoenix     | 1                          |
| 44                                        | Ante Tomić           | Pivot      | 2,17   | Barça                            | 4                          |

- El nom del jugador en negreta indica que el jugador ha passat pel Bàsquet Base
- El fons verd indica que el jugador s'ha incorporat al primer equip aquesta temporada

### Jugadors vinculats
La normativa permet que fins a quatre jugadors d'un equip vinculat en una categoria inferior puguin participar amb el primer equip, no obstant els equips de categories inferiors també poden ser convocats i participar-hi. Aquesta temporada l'equip vinculat al Joventut és el Club Bàsquet Prat, que enguany tornarà a jugar a LEB Plata després d'haver assolit l'ascens la temporada anterior i no haver pogut materialitzar l'ascens per problemes econòmics.
El 17 d'agost es van anunciar dos d'aquests vinculats: Jordi Rodríguez i Rubén Prey. Jordi Rodríguez ja havia jugat com a vinculat amb el Prat la temporada anterior, i Rubén Prey prové del júnior verd-i-negre. En el mes de novembre, després de la rescissió de contracte d'Onuaku i sumat a les baixes de Tomic i Brodziansky, Michael Ruzic va ser l'escollit per ajudar a Prey en el joc interior del primer equip. El 9 de març debuta el mexicà Karim López amb el primer equip en partit de lliga davant el BAXI Manresa, i uns dies més tard, el 24 del mateix mes, debuta Ian Platteeuw. En el mes d'abril també va debutar Pau Majoral, sent el primer jugador en debutar des de que Dani Miret n'és l'entrenador.
| Club Joventut Badalona: jugadors vinculats 2023-24 |                 |            |        |                |
| #                                                  | Jugador         | Posició    | Alçada | Participacions |
| 2                                                  | Pau Majoral     | Base       | 1,86   | 1              |
| 9                                                  | Rubén Prey      | Pivot      | 2,08   | 32             |
| 11                                                 | Jordi Rodríguez | Escorta    | 2,03   | 27             |
| 18                                                 | Ian Platteeuw   | Pivot      | 2,10   | 1              |
| 23                                                 | Michael Ruzic   | Pivot      | 2,06   | 41             |
| 34                                                 | Karim López     | Aler pivot | 2,02   | 4              |

### Equip tècnic
El 8 d'abril Carles Duran deixa de ser el primer entrenador de l'equip i serà un dels seus ajudants, en Dani Miret, qui acabarà la temporada dirigint la banqueta verd-i-negra.
| Club Joventut Badalona: equip tècnic 2023-24 |                         |
| Membre                                       | Funció                  |
| Dani Miret                                   | Entrenador              |
| Aleix Duran                                  | Entrenador ajudant      |
| David Jimeno                                 | Entrenador ajudant      |
| Adrià Delgado                                | Delegat                 |
| Dani Moreno                                  | Preparador físic        |
| Antoni Mora                                  | Cap dels Serveis Mèdics |

### Baixes
| Baixes abans de l'inici de temporada |               |                        |               |
| Jugador                              | Pos.          | Destí                  | Ref.          |
| Pau del Tio                          | Entr. assist. | Jilin Northeast Tigers | [ 17 ]        |
| Kyle Guy                             | Escorta       | Panathinaikos          | [ 18 ] [ 19 ] |
| Simon Birgander                      | Pivot         | UCAM Múrcia            | [ 20 ]        |
| Henry Ellenson                       | Aler pivot    | Ibaraki Robots         | [ 21 ]        |
| Albert Ventura                       | Escorta       | Río Breogán            | [ 22 ]        |
| Joel Parra                           | Aler pivot    | Barça                  | [ 23 ]        |
| Kasper Suurorg                       | Base          | TallTech Basketball    | [ 24 ]        |
| Zsombor Maronka                      | Aler          | BC Neptūnas            | [ 25 ]        |

| Baixes durant la temporada |            |                  |        |
| Jugador                    | Pos.       | Data             | Ref.   |
| Chinanu Onuaku             | Pivot      | 3 novembre 2023  | [ 26 ] |
| Kenny Chery                | Base       | 24 desembre 2023 | [ 28 ] |
| Deshaun Thomas             | Aler pivot | 4 gener 2024     | [ 29 ] |
| Carles Duran               | Entrenador | 8 abril 2024     | [ 30 ] |